# Lac Pascagama
Pour les articles homonymes, voir Pascagama.
Le lac Pascagama est un plan d'eau douce de la partie Est du territoire de Senneterre (ville), dans la municipalité régionale de comté (MRC) de La Vallée-de-l'Or, dans la région administrative de l’Abitibi-Témiscamingue, dans la province de Québec, au Canada. Ce plan d'eau s'étend dans les cantons de Deschamps, Logan et Bernier.
La foresterie constitue la principale activité économique du secteur. Les activités récréotouristiques arrivent en second, grâce à un plan d’eau navigable d’une longueur de km, à partir du pied du barrage de la rivière Pascagama, incluant la rivière Mégiscane le lac Bernier (rivière Suzie), la rivière Kekek, le lac Ouiscatis et le lac Canusio.
Le bassin versant du lac Pascagama est accessible grâce à quelques routes forestières desservant plusieurs presqu’îles. La surface de la rivière est habituellement gelée de la début novembre à la fin d’avril, toutefois la circulation sécuritaire sur la glace se fait généralement de début de décembre à la mi-avril.

## Géographie
La forme du lac Pascagama ressemble à un grand V dont la branche Est est constituée par un élargissement de la rivière Mégiscane (arrivant du Nord-Est) ; tandis que la branche Ouest est constitué par la continuité de la décharge de la rivière Pascagama (arrivant du Nord). La rivière Chartrand se déverse sur la rive Ouest d'une baie de la partie Nord du lac.
Ce lac comporte une longueur de 22,4 km une largeur maximale de 2,7 km et une altitude de 390 m.
Le lac Pascagama comporte de nombreuses baies dont la baie André (au Sud du lac), presqu’îles et îles dont l’île au Renard dans la partie Nord du lac.
Situé au Sud du lac, l’embouchure de ce lac Pascagama se déverse dans la rivière Mégiscane. La zone de l’embouchure comporte un archipel d’îles. Cette embouchure est localisée à :
- 19,5 km à l’ouest du réservoir Gouin ;
- 15,7 km à l’est du lac Mégiscane ;
- 106,8 km au nord-est de l’embouchure de la rivière Mégiscane ;
- 115,3 km au nord-est du centre du village de Senneterre (ville) ;
- 59,7 km au sud-ouest de la réserve indienne Obedjiwan[1].

Les principaux bassins versants voisins du lac Pascagama sont :
- côté Nord : rivière Pascagama, rivière Chartrand, rivière de l'Aigle (lac Doda) ;
- côté Est : rivière Suzie, lac Bernier (rivière Suzie), lac Mercier (rivière Mégiscane), rivière Mégiscane ;
- côté Sud : rivière Mégiscane, lac aux Cèdres, rivière Suzie, lac Jack ;
- côté Ouest : rivière Mégiscane, lac Dumont, lac Ouiscatis.

## Toponymie
Le terme « Pascagama » est d'origine algonquin et se réfère à un camp, au barrage, au lac et à la rivière.
Le toponyme "lac Pascagama" a été officialisé le 5 décembre 1968 par la Commission de toponymie du Québec lors de sa création.